# Cycloturbine

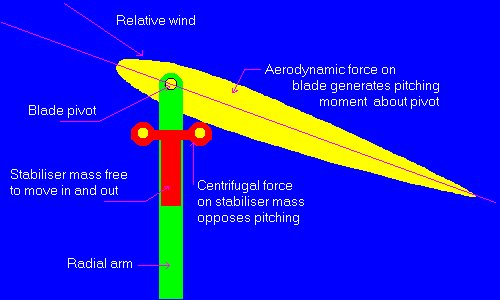
Een schema van een zelfreagerend pitch-controlesysteem dat geen windrichtingsysteem nodig heeft

De cycloturbine is een verticale-aswindturbine die gebruikt kan worden voor de productie van elektriciteit uit windenergie. Het is een variant op de giromill waarbij de bladen om hun as kunnen draaien zodat deze gepitcht kunnen worden zodat deze altijd een "angle of attack" hebben ten opzichte van de wind.
Het voordeel van het ontwerp is het constant blijven van het koppel over een wijde hoek en de mogelijkheid van zelfstart door het vlak tegen de wind draaien van de bladen om luchtweerstand te genereren waardoor de turbine langzaam op gang komt. Nadeel van het ontwerp is dat het pitchmechanisme complex is en het de constructie zwaarder maakt, en dat bij sommige varianten ook een windrichtingsensor nodig is.